# Hans Maier (remero)
Johann Adolf Friedrich Maier –conocido como Hans Maier– (13 de junio de 1909-6 de marzo de 1943) fue un deportista alemán que compitió en remo.
Participó en tres Juegos Olímpicos de Verano entre los años 1928 y 1936, obteniendo dos medallas, plata en Los Ángeles 1932 y oro en Berlín 1936.

## Palmarés internacional
| Juegos Olímpicos | Juegos Olímpicos             | Juegos Olímpicos | Juegos Olímpicos   |
| Año              | Lugar                        | Medalla          | Prueba             |
| ---------------- | ---------------------------- | ---------------- | ------------------ |
| 1932             | Los Ángeles (Estados Unidos) | Medalla de plata | Cuatro sin timonel |
| 1936             | Berlín (Alemania)            | Medalla de oro   | Cuatro con timonel |